# فضل الرحمن (سياسي)
فضل الرحمن هو سياسي باكستاني والرئيس الحالي لجماعة علماء الإسلام، كان وزيرًا للنفط في عهد حزب الشعب الباكستاني، وشغل سابقًا منصب زعيم المعارضة من 2004 إلى 2007. انتخب عضوًا في المجلس الوطني الباكستاني بين عامي 1988 ومايو 2018.

## نشأته
ولد فضل في 19 يونيو 1953، في ديرا إسماعيل خان، والده كان رئيس وزراء خيبر باختونخوا السابق مفتي محمود. وقيل ولد في 1 سبتمبر 1953. انحدر من عائلة دينية وسياسية في ديرا إسماعيل خان، حيث كان والده مفتي محمود باحثًا سياسيًا إسلاميًا شغل منصب رئيس وزراء خيبر باختونخوا من عام 1972 إلى عام 1973.

## حياته السياسية
بدأ فضل مسيرته السياسية كأمين عام لجماعة علماء الإسلام عام 1980 عن عمر يناهز 27 عامًا بعد وفاة والده مفتي محمود الذي كان قائدًا لجماعة علماء الإسلام قبل وفاته. انقسمت جماعة علماء الإسلام في وقت لاحق إلى فصيلين في منتصف الثمانينيات، وكان الفصيل الرئيسي بقيادة فضل الرحمن.
تم انتخاب فضل كعضو في المجلس الوطني الباكستاني عام 1988 في الانتخابات العامة الباكستانية لأول مرة. ثم ترشح في انتخابات المجلس الوطني الباكستاني في عام 1990 للمرة الثانية، لكن لم يتمكن من الفوز في الانتخابات. وفي انتخابات عام 1993 فاز في الانتخابات، وعِّين رئيسًا للجنة الدائمة للشؤون الخارجية في المجلس الوطني الباكستاني. 
قاد فضل العديد من الاحتجاجات المناهضة للولايات المتحدة، والتجمعات المؤيدة لطالبان في المدن الرئيسية في باكستان بعد الغزو الأمريكي لأفغانستان في عام 2001. وانتقد آنذاك رئيس الولايات المتحدة جورج دبليو بوش وهدد بشن الجهاد ضد الولايات المتحدة إذا استمر الاحتلال الأمريكي. كما انتقد وحذر رئيس باكستان برويز مشرف من أنه سيتم الإطاحة به إذا استمر في دعم أمريكا في أفغانستان. وفي أكتوبر 2001 وضعه برويز مشرف قيد الإقامة الجبرية في قريته.
انتخب فضل كعضو في المجلس الوطني الباكستاني في عام 2002 في الانتخابات العامة الباكستانية للمرة الثالثة. وأصبح فضل مرشحًا محتملاً لمنصب رئيس وزراء باكستان، لكن لم يتم تعيينه. وشغل منصب زعيم المعارضة من 2004 إلى 2007. كما فاز في انتخابات عام 2008 للمرة السادسة، وأصبح رئيسًا للجنة كشمير في المجلس الوطني الباكستاني.
في مايو 2014 منحه رئيس الوزراء نواز شريف منصب وزير فيدرالي لكونه رئيس اللجنة الخاصة بكشمير في المجلس الوطني الباكستاني. وفي أغسطس 2017 أعطاه رئيس الوزراء شاهد خاقان عباسي نفس المنصب مرة أخرى، وبعد حل المجلس الوطني الباكستاني عند انتهاء ولايته في 31 مايو 2018 توقف عن شغل منصب وزير فيدرالي.
في 27 أغسطس 2018 رشحته عدة أحزاب معارضة من بينها الرابطة الإسلامية الباكستانية (ن)، كمرشح في الانتخابات الرئاسية لعام 2018، وفي 4 سبتمبر 2018 حصل على 184 صوتًا انتخابيًا خلف عارف علوي (352) في الانتخابات.